# Eduard Kurzbauer
Eduard Kurzbauer, född den 2 mars 1840 i Lemberg, död den 13 januari 1879 i München, var en österrikisk målare.
Kurzbauer, som studerade i Wien och för Piloty i München, var i sina genretavlor en ypperlig berättare och prisas även som kolorist. Hans främsta verk är Upphunna flyktingar. (1870; Hovmuseet i Wien). Sedan målade han Avvisad friare, Festdag på landet (nya pinakoteket i München), En stormig förlovningsdag, Förtalet (1877 i Dresdengalleriet) med flera.